# حق فتح
حق فتح حق مالکیت زمین پس از تصرف فوری از طریق زور اسلحه است. این به عنوان یک اصل حقوق بین‌الملل شناخته شد که به تدریج از اهمیت آن تا زمان ممنوعیت آن در پس از جنگ جهانی دوم و به دنبال مفهوم جنایات علیه صلح که در اصول نورنبرگ معرفی شد، کمتر شد. ممنوعیت فتوحات سرزمینی توسط منشور ملل متحد تأیید و گسترش یافته‌است، که در بند ۲ ماده ۲ مقرر می‌دارد که «همه اعضا باید در روابط بین‌المللی خود از تهدید یا استفاده از زور علیه تمامیت ارضی یا استقلال سیاسی هر کشوری خودداری کنند. یا به هر شکل دیگری که با اهداف سازمان ملل متحد مغایرت داشته باشد.» اگرچه جنگ‌های داخلی ادامه داشت، جنگ بین دولت‌های مستقر از سال ۱۹۴۵ نادر بوده‌است. کشورهایی که از زمان اجرایی شدن منشور به استفاده از زور متوسل شده‌اند، معمولاً به دفاع از خود یا حق دفاع جمعی استناد می‌کنند.

## تاریخ و استدلال
طرفداران بیان می‌کنند که حق فتح، وضعیت موجود را تصدیق می‌کند و انکار حق بی‌معنی است، مگر اینکه فرد قادر باشد و بخواهد از نیروی نظامی برای انکار آن استفاده کند. علاوه بر این، این حق به‌طور سنتی پذیرفته شده بود، زیرا نیروی فاتح، که بنا به تعریف قوی‌تر از هر حکومت قانونی است که ممکن است جایگزین آن شده باشد، بنابراین، احتمال بیشتری برای تأمین صلح و ثبات برای مردم داشت، و بنابراین، حق فاتح به آن هدف مشروعیت می‌بخشد.
تکمیل تسخیر استعماری بیشتر جهان (نگاه کنید به تقسیم آفریقا)، ویرانی‌های جنگ جهانی اول و جنگ جهانی دوم، و همسویی ایالات متحده و اتحاد جماهیر شوروی با اصل تعیین سرنوشت، به کنارگذاشتن حق فتح در حقوق بین‌الملل رسمی منجر شد. پیمان کلوگ-برایاند ۱۹۲۸، محاکمات نورنبرگ و توکیو پس از ۱۹۴۵، منشور سازمان ملل، و نقش سازمان ملل در استعمار زدایی شاهد برچیده شدن تدریجی این اصل بود. به‌طور همزمان، منشور سازمان ملل متحد " تمامیت ارضی " کشورهای عضو را تضمین می‌کند.

## فتح و اشغال نظامی
تا سال ۱۹۴۵، تصرف سرزمین‌های به دست آمده بر اساس اصل فتح باید طبق قوانین موجود جنگ انجام می‌شد. این بدان معنی بود که باید اشغال نظامی و پس از آن یک توافق صلح صورت می‌گرفت و هیچ شانس معقولی برای حاکمیت شکست خورده برای بازپس‌گیری زمین وجود نداشت. در حالی که یک پیمان صلح رسمی «هر گونه نقص در عنوان را برطرف می‌کند»،  نیازی به آن نبود. به رسمیت شناختن طرف بازنده الزامی نبود: «حق تملیک متعلق به فتح به رضایت دولت سلب شده بستگی نداشت».  با این حال، جایگزین الحاق (قسمتی یا کلی) بود که در صورت اعتراض به عنوان غیرقانونی، معاهده صلح تنها وسیله‌ای برای مشروعیت بخشیدن به فتح در زمان جنگ بود. اساساً، فتح خود اقدامی قانونی برای از بین بردن حقوق قانونی سایر کشورها بدون رضایت آنها بود. در این چارچوب جدید، قابل توجه است که فتح و متعاقب آن اشغال خارج از جنگ غیرقانونی بود. 
در دوران پس از جنگ جهانی دوم، همه جنگ‌هایی که شامل تصاحب سرزمین‌ها می‌شد به یک معاهده صلح ختم نشدند. به عنوان مثال، جنگ کره با یک آتش‌بس متوقف شد، بدون اینکه هیچ پیمان صلحی آن را پوشش دهد. کره شمالی هنوز از نظر فنی در جنگ با کره جنوبی و ایالات متحده است